# Björnbröder 2
Björnbröder 2 (engelska: Brother Bear 2) är en amerikansk tecknad film från Walt Disney Pictures, ursprungligen utgiven direkt till video 2006. Filmen är en uppföljare till Björnbröder.

## Handling
Kenais barndomsvän Nita står inför sitt livs utmaning då hon ska gifta sig med jägaren Atka. Men de stora andarna har andra planer för henne. Den magiska amuletten som hon bär på har nämligen bundit samman hennes själ med Kenai. För att hon ska kunna gifta sig måste de först bryta sina starka band till varandra. Men problemet är att Kenai är en björn. Tillsammans ger sig Nita och Kenai av på en resa för att söka svar från det förflutna och för att upptäcka vad som en gång förde dem samman.

## Rollista
- Patrick Dempsey – Kenai
  - Jack Weber – unge Kenai
- Jeremy Suarez – Koda
- Mandy Moore – Nita
  - Jessie Flower – unge Nita
- Rick Moranis – Rutt
- Dave Thomas – Tuke
- Michael Clarke Duncan – Tug
- Andrea Martin – Anda
- Jeff Bennett – Atka
- Catherine O'Hara – Kata
- Wanda Sykes – Innoko
- Wendie Malick – Siqiniq
- Kathy Najimy – Taqqiq
- Tress MacNeille – Hoonah
- Jim Cummings – Bering och Chilkoot

### Svenska röster
- Björn Bengtsson – Kenai
- Ana Johnsson – Nita
- Robin Bivefors – Koda
- Anders Jansson – Rutt
- Johan Wester – Tuck
- Babben Larsson – Anda
- Ing-Marie Carlsson – Kata
- Eva Bysing – Innoko
- Charlott Strandberg – tant Siqiniq
- Sussie Eriksson – tant Taqqiq
- Björn Blomqvist – Tug
- Ted Åström – Bering
- Niklas Falk – Chilkoot

- Övriga röster – Sharon Dyall, Dick Eriksson, Steve Kratz, Lina Lindholm, Anna Lundström, Sam Molavi, Ole Ornered, Norea Sjöquist, Peter Sjöquist, Simon Sjöquist
- Dialogregissör – Maria Rydberg
- Översättare – Mikael Nilsson
- Sånginstruktör – Joakim Jennefors
- Sångtexter – Mats Wänblad
- Inspelningsstudio – Sun Studio Sverige
- Inspelningstekniker – Robert Iversen, Magnus Veigas
- Kreativ ledning – Kirsten Saabye
- Svensk version inspelad i Sun Studios och producerad av Disney Character Voices International, Inc.[6]

### Fotnoter
1. ↑  MovieWeb, läs onlineläs online, läst: 7 juli 2016.[källa från Wikidata]
2. ↑  Stopklatka, läs online, läst: 7 juli 2016.[källa från Wikidata]
3. ↑  JeanDavid Blanc, AlloCiné, Allociné film-ID: 120799, läs online, läst: 7 juli 2016.[källa från Wikidata]
4. 1 2 3  Disneyania, läs online.[källa från Wikidata]
5. ↑  ”Björnbröder 2”. Disneyania. 21 mars 2006. http://www.d-zine.se/filmer/bjoernbroeder2.htm. Läst 15 september 2016.
6. ↑  ”Björnbröder 2 - Svenska röster och credits”. Dubbningshemsidan. https://www.dubbningshemsidan.se/credits/bjornbroder2/. Läst 1 oktober 2023.